# C/2011 KP36 (Spacewatch)
C/2011 KP36 (Spacewatch) — одна з короткоперіодичних комет родини Юпітера. Комета була відкрита 21 травня 2011 року, коли мала 20.4m.